# Patrizio Gambirasio
Patrizio Gambirasio, né le 23 janvier 1961 à Calusco d'Adda, est un coureur cycliste italien.

## Biographie
Professionnel de 1983 à 1989, il a gagné une étape du Tour d'Italie en 1988.

## Palmarès

### Palmarès amateur
- 1981
  - Grand Prix de l'industrie, du commerce et de l'artisanat de Carnago
- 1982
  - Coppa Fiera di Mercatale
  - Milano-Busseto
  - 1re étape de la Course de la Paix
  - 1re étape de la Semaine cycliste lombarde
  - 3e étape du Baby Giro
  - 2e de la Piccola Tre Valli Varesine
  - 10e du championnat du monde sur route amateurs

### Palmarès professionnel
- 1988
  - 17e étape du Tour d'Italie

## Résultats sur les grands tours

### Tour d'Italie
5 participations
- 1985 : 135e
- 1986 : 137e
- 1987 : hors délais (8e étape)
- 1988 : 120e, vainqueur de la 17e étape
- 1989 : 141e

### Tour de France
1 participation
- 1985 : abandon (17e étape)

### Tour d'Espagne
1 participation
- 1984 : 92e